# Linus Hofmann
Linus Hofmann (* 5. November 1911 in Nauroth; † 4. Juli 1990 in Trier) war ein deutscher Theologe und Generalvikar.

## Leben
Nachdem Linus Hofmann im Jahr 1931 in Trier das Reifezeugnis abgelegt hatte, absolvierte er ein Studium der Philosophie und der katholischen Theologie am bischöflichen Priesterseminar Trier (BPS). 1936 erhielt er die Priesterweihe, worauf er für kurze Zeit eine Tätigkeit als Kaplan in Sinzig annahm. 1938 wurde er Hausgeistlicher und 1940 Rektor im Kloster Nonnenwerth. 1945 wurde er an der Universität Bonn mit seiner Schrift „Die Standesrechte der Geistlichen in den Konkordaten seit 1800“ zum Dr. theol. promoviert. Im Anschluss wurde er Subregens am bischöflichen Priesterseminar in Trier, wo er sich 1948 für ein weiteres Studium in Rom beurlauben ließ und dort 1950 mit der Schrift „Das Verhältnis der Häretiker zur Kirche in der katholischen Kontroverstheologie der Reformationszeit“ zum Doktor des kanonischen Rechts promoviert wurde. Im Jahr 1951 wurde er Dozent für Kirchenrecht, wobei er parallel dazu den Lehrstuhl für Pastoraltheologie an der Theologischen Fakultät Trier wahrnahm. 1953 wurde er ebenda zum Professor für Kirchenrecht ernannt. Die Ernennung zum Generalvikar durch Bischof Bernhard Stein erhielt er 1967, wobei er in dieser Funktion die Ergebnisse und Beschlüsse des Zweiten Vatikanischen Konzils im Bistum Trier maßgeblich durchsetzte. Im Jahr 1968 wurde er zum Domkapitular und 1974 zum päpstlichen Ehrenprälaten ernannt.
Bevor dem pädophilen Priester Edmund Dillinger 1977 das Bundesverdienstkreuz verliehen wurde, antwortete Generalvikar Hofmann auf eine Anfrage der saarländischen Staatskanzlei, dass es keine Einwände gebe, obwohl es 1971 Hinweise auf dessen sexuellen Missbrauch von Kindern bei einer Rom-Wallfahrt gegeben hatte.

## Schriften
- Das allgemeine Wirken des Heiligen Geistes im Menschen nach der Lehre des heiligen Paulus. Wissenschaftliche Arbeit, Bischöfliches Priesterseminar Trier 1935, 96 Seiten. OCLC 1073654548
- Die Standesrechte der Geistlichen in den Konkordaten seit 1800. Dissertation, Universität Bonn 1945.
- Das Verhältnis der Häretiker zur Kirche in der katholischen Kontroverstheologie der Reformationszeit. Dissertation, Rom 1950.
- Die Zugehörigkeit zur Kirche nach der Lehre des Kardinals Thomas de Vio Cajetan. In: Theologische Fakultät Trier (Hrsg.): Ekklesia. Festschrift für Bischof Dr. Matthias Wehr (= Trierer Theologische Studien, Bd. 15). Paulinus-Verlag, Trier, 1962, S. 221–233.
- Ergänzung der Trauungsvollmacht bei allgemeinem Irrtum. Herder, Wien 1965, S. 142–162.
- Exkommuniziert oder nicht? Worte der Klaerung und der Hoffnung. Paulinus-Verlag, Trier 1966.